# ایمیسبا
ایمیسبا (انگلیسی: Imiseba) یک کاتب و مقام دولتی در مصر باستان و در دورهٔ حکومت دودمان بیستم مصر بود. او را به واسطهٔ نگاره‌ای سنگی تزیین‌شده‌اش در کلیسای کوچکی در لپیدوتونپولیس (المشایخ امروزی) شناخته می‌شود. او چندین عنوان رسمی مهم داشت، از جمله «کاتب راستین پروردگار دو سرزمین» و «سرپرست بایگانی پروردگار دو سرزمین». اینها ظاهراً وظایف مهمی در دربار سلطنتی محسوب می‌شدند. مقصود از پروردگار دو سرزمین، «پادشاه» بود. وی شاید بعدها در حرفه خود برخی از وظایف اداره معبد را هم به عهده گرفته باشد. کمی بعد، او مباشر عالی در قلمرو خونس و مباشر عالی خونس شد.